# Liste des sénateurs de Vaucluse
Cet article dresse la liste des sénateurs élus dans le Vaucluse.

## Anciens sénateurs de Vaucluse

### IIIeRépublique
- Frédéric Granier de 1876 à 1882
- Elzéar Pin de 1876 à 1883
- Alphonse Gent de 1882 à 1894
- Alfred Naquet de 1883 à 1890
- Eugène Guérin de 1890 à 1920
- Georges Taulier de 1894 à 1899
- Auguste Béraud de 1900 à 1905
- Achille Maureau de 1905 à 1920
- Louis Serre de 1920 à 1936
- Louis Tissier de 1920 à 1936
- Ulysse Fabre de 1936 à 1940
- Louis Gros de 1936 à 1940

### IVeRépublique
- Lucien Grangeon de 1946 à 1948
- Jean Geoffroy de 1948 à 1959
- Marcel Pellenc de 1948 à 1959

### VeRépublique
- Claude Haut de 1995 à 2020
- Geneviève Jean de 2014 à 2015
- Alain Dufaut de 1987 à 2014
- Jacques Bérard de 1986 à 1995
- Maurice Charretier de 1986 à 1987
- Henri Duffaut de 1977 à 1986
- Jean Geoffroy de 1959 à 1986
- Édouard Grangier de 1972 à 1977
- Marcel Pellenc de 1959 à 1972